# اختفاء هاروهي سوزوميا
اختفاء هاروهي سوزوميا (باليابانية: 涼宮ハルヒの消失، بالروماجي: Suzumiya Haruhi no Shōshitsu) هو فيلم أنمي مقتبس من رواية كآبة هاروهي سوزوميا من إخراج تاتسويا إيشهارا وياسوهيرو تاكيموتو، عرض الفيلم في 6 فبراير عام 2010. بلغ طول هذا الفيلم 162 دقيقة، يعد هذا الفيلم ثاني أطول فيلم رسوم متحركة على الإطلاق، بعد فيلم Final Yamato. 

## القصة
تقع أحداث الفيلم بعد أحداث المسلسل، بعد شهر من المهرجان الثقافي. يقوم نادي إس أو إس الذي تقوده هاروهي سوزوميا، بوضع خطط لإقامة حفلة نبيمونو في عيد الميلاد. وفي صباح يوم 18 ديسمبر، يصل كيون إلى المدرسة ويجد أن هاروهي وإتسوكي كويزومي في عداد المفقودين، وقد عادت ريوكو أساكورا بشكل غامض، ميكورو إيساهينا لا تتذكر عنهم أي شيء، ويوكي ناغاتو أصبحت فتاة طبيعية وخجولة، ولا يتذكر أي شخص آخر أي شيء عن هاروهي سوزوميا ولا عن نادي إس أو إس، وكيون هو الشخص الوحيد الذي يتذكرهم.

## الأداء الصوتي
كيون
أداء صوتي: توموكازو سوغيتا
هاروهي سوزوميا
أداء صوتي: أيا هيرانو
ميكورو أساهينا
أداء صوتي: يوكو غوتو
يوكي ناغاتو
أداء صوتي: مينوري تشيهارا
إيتسوكي كويزومي
أداء صوتي: دايسكي أونو
ريوكو أساكورا
أداء صوتي: ناتسكو كواتاني
تسورويا
أداء صوتي: يوكي ماتسوكا
كونيكيدا
أداء صوتي: ميغومي ماتسوموتو
تانيغوتشي
أداء صوتي: مينورو شيرايشي
أخت كيون
أداء صوتي: ساياكا أوكي

## وصلات خارجية
- اختفاء هاروهي سوزوميا على موقع IMDb (الإنجليزية)
- اختفاء هاروهي سوزوميا على موقع روتن توميتوز (الإنجليزية)
- اختفاء هاروهي سوزوميا على موقع نتفليكس (الإنجليزية)
- اختفاء هاروهي سوزوميا على موقع ألو سيني (الفرنسية)
- اختفاء هاروهي سوزوميا على موقع أول موفي (الإنجليزية)
- اختفاء هاروهي سوزوميا على موقع فيلمافينيتي (الإسبانية)
- اختفاء هاروهي سوزوميا على موقع قاعدة بيانات الفيلم (الإنجليزية)
- اختفاء هاروهي سوزوميا على موقع ليتربوكسد (الإنجليزية)
- اختفاء هاروهي سوزوميا على موقع كينوبويسك (الروسية)
- اختفاء هاروهي سوزوميا على موقع ANN anime (الإنجليزية)

- الموقع الرسمي (باليابانية)
- The Disappearance of Haruhi Suzumiya (أنمي) في شبكة أخبار الأنمي
- اختفاء هاروهي سوزوميا  في قاعدة بيانات الأفلام على الإنترنت (بالإنجليزية)